# Crista galli
La crista galli (in latino, "cresta di gallo") è una cresta mediana di osso che sporge dalla lamina cribrosa dell'osso etmoide.
I nervi olfattivi si trovano su entrambi i lati della crista galli e sulla parte superiore della lamina cribrosa.